# Cold Stones
"Cold Stones" je 76. epizoda HBO-ove televizijske serije Obitelj Soprano i 11. u šestoj sezoni serije. Napisali su je Diane Frolov, Andrew Schneider i David Chase, režirao Tim Van Patten, a originalno je emitirana 21. svibnja 2006.

## Radnja
Carmela otkriva da je A.J. otpušten s posla u videoteci zbog prodaje promotivnih artikala te da je to tajio tri tjedna. Tijekom usijane obiteljske svađe, on prigovara da mu posao nije mogao priuštiti njegov životni stil na koji je navikao, uključujući stalne izlaske u skupe njujorške noćne klubove. Tony kaže sinu kako bi trebao biti zahvalan majci jer bi on bio stroži s njim. Meadow kasnije razgovara s roditeljima o odlasku s Finnom u Kaliforniju, iako se Carmela naglas čudi onome što je ona shvatila nepremostivim razlikama između mladog para. Tijekom doručka, Carmela kaže Tonyju za put u Pariz koji je osvojila na aukciji koju je organizirala za Feštu sv. Elezara. Tony kaže kako je ne može pratiti jer je prezauzet, ali je potiče da povede Rosalie Aprile. Carmela kaže mužu kako joj je potrebna stanka zbog svojih briga o kući na obali i njihovoj djeci.
U Parizu, Carmela emotivno reagira na okolinu, za razliku od prozaične Rosalie, koja razmjenjuje brojeve sa stanovitim muškarcem. Tijekom večere, Carmela spomene Rosalienu tugu zbog gubitka muža i sina jer nikad nisu detaljno razgovarale o tome što se dogodilo. Rosalie se naljuti što Carmela kvari njihov odmor svojim morbidnim fascinacijama, ali i otkriva da osjeća kako je njezina tuga jalova. Zatim otkriva da izlazi s Francuzom kojeg je upoznala ranije te je pozove sa sobom. Međutim, Carmela odlučuje prošetati uz Seinu.
Kod kuće, Tony ugleda A.J.-a kako se u donjem rublju hihoće razmjenjujući instantne poruke na svojem računalu i pogleda na to s gađenjem. Na terapiji, Tony otkriva kako je osjećao mržnju prema svojem sinu, misleći kako A.J. upropaštava svoj život. Tony kaže kako bi to njegov otac smatrao presmiješnim te kaže da bi A.J. bio bolja osoba da ga Carmela nije toliko štitila. Dr. Melfi iskoristi to kako bi se približila Tonyjevoj osobnosti jer ona vidi njegov život kao produkt očeve brutalnosti, odnosno da svoj bijes zbog toga iskaljuje na drugima i ima očajničku potrebu za dominacijom i kontrolom. Tony ignorira analizu i kaže kako ne bi mogao udariti sina zbog njegove niske konstitucije, za koju kaže kako dolazi s Carmeline strane obitelji. Melfi zatim ističe da su Tonyjevi prigovori da je Carmela branila A.J.-a licemjerni, jer je on često prigovarao da ga njegova majka često nije branila od njegova oca. 
U domu Sopranovih, Hernan i A.J. igraju videoigre. Tony kaže A.J.-u da mu se pridruži u garaži gdje mu priopćava da mu je pronašao građevinski posao. Umoran od slušanja A.J.-evih izlika, Tony mu zaprijeti da će mu oduzeti auto i druge stvari, te da će ga izbaciti iz kuće. A.J. na sve to zakoluta očima; kao upozorenje, Tony razbije A.J.-evo prednje staklo kacigom za američki nogomet i zaprijeti da će u potpunosti uništiti auto. Zatim dodaje, "nemoj me testirati". Nekoliko sati kasnije, Carmela sanja kako Adriana La Cerva šeta svog psa, Cosette, pokraj Eiffelova tornja. U snu, žandar s američkim naglaskom kaže Carmeli da kaže Adriani da je mrtva.
Vito Spatafore prilazi Tonyju u trgovačkom centru u pratnji svoga brata Bryana i pokuša ga uvjeriti da zapravo nije homoseksualac, već da su mu lijekovi za tlak poremetili psihu i zbunili ga. Tonyja ne impresionira objašnjenje. Vito upita može li kupiti svoj povratak s 200.000 dolara kako bi zadovoljio Tonyja, te voditi posao u Atlantic Cityju koji uključuje prostituciju i raspačavanje droge. Čini se kako je Tony spreman prihvatiti takvu ponudu, a kasnije razgovara o Vitu sa Silviom, Christopherom i Pauliejem. Silvio se prisjeća kako je Richie Aprile riješio homoseksualnost svojeg sina (odrekavši ga se) te preporučuje kako bi napuštanje Vita bio pravi način riješavanja situacije. Tony zatim izloži Vitov prijedlog, a naoko ozlojeđeni Paulie odgovara napuštanjem prostorije bez riječi.  
Vito se sastaje s obitelji u Rockefeller Centeru. Djeci kaže kako je radio za CIA-u Afganistanu. Dok Vito i Marie gledaju svoju djecu kako se klizaju, ona ga upita hoće li potražiti stručnu pomoć. Vito to odbaci i preporuči još jedno dijete. U motelskoj sobi u Fort Leeju, Vito nazove uzrujanog Jima koji opisuje Vita "ozbiljno sjebanim". Jim prozre Vitove isprike zašto je napustio obitelj i kaže Vitu da je život ono što mu je nedostajalo. Vito kaže kako nije htio odvući Jima u svoj životni stil, ali mu ovaj kaže da ga više ne naziva i poklopi. Vito se kasnije sastaje s Terryjem Doriom kako bi mu pozajmio novac.
Tony i Phil Leotardo ne slažu se oko poslova na kojima se ne treba pojavljivati na novom građevinskom projektu. Sastavši se kasnije kod kipa Loua Costella u Patersonu, Phil je iznimno uzrujan nakon što je saznao da se Vito vratio u grad, te se sukobi s Tonyjem. Ljut što ga je Phil zvao zbog onoga što nije njegova stvar, Tony kaže Philu da je Vito njegov kapetan i da bi se Phil trebao povući iz toga. Phil nastavlja prigovarati dok se Tony udaljava. Tony kasnije razgovara o situaciji sa Silviom i odlučuje da Vita treba ubiti kako bi se zadovoljio Phil, koji bi inače mogao nauditi njihovu poslu i pokrenuti neželjeni rat. Obojica se slažu da bi Carlo bio najbolji za posao, zbog njegovih ispada oko Vitove seksualnosti. 
Phil i njegova žena Patty razgovaraju o Vitovoj seksualnosti; Patty izražava svoje razočaranje i ljutnju zbog homoseksualca u obitelji. Kaže Philu da se Vito mora suočiti sa svojim problemima.  U međuvremenu, Vito nazove Tonyja, koji dogovara sastanak u trgovačkom centru sljedećeg jutra, planirajući umjesto sebe podmjestiti Carla. Međutim, Vito stiže u svoj motel, gdje ga u njegovoj sobi dočekaju Fat Dom Gamiello i Gerry Torciano. Phil doslovno izlazi iz ormara i gleda kako Dom i Gerry mlate Vita do smrti, nakon čega dodaje kako je on "jebena sramota".
Ekipa Soprano od Bobbyja saznaje da je Vito pronađen mrtav s biljarskim štapom u anusu. Svi su šokirani, osim Carla koji kaže, "morate mu se diviti (Philu) — s njim nema razgovora". Patsy primjećuje kako želi da je posudio novac od Vita. Terry Doria, jedan od onih koji je to upravo učinio prije Vitove smrti, suptilno se nasmiješi. Tony odvede Silvia na stranu i kaže mu kako ubojstvo dovoljno govori o Philovu otporu njegovu autoritetu. Tony vjeruje kako Phil šalje poruku obitelji da može ubiti bilo kojeg od Tonyjevih kapetana i da Tony ne može učiniti ništa po tom pitanju. Tony kaže Silviu da ne želi rat Philom, jer bi to osakatilo njihove kapacitete prihoda. Odlučuje se osvetiti Philu financijski, rekavši kako Phil ima "brokersku podružnicu u Sheepshead Bayu".
U Satriale'su, Carlo i Silvio pripremaju obrok. Stiže Fat Dom na isplatu, ali odbije jelo jer ide u posjetu kćeri. Dom, koji je bio jedan od umiješanih u ubojstvo, pokuša izraziti sućut za Vita, ali zatim počne zbijati neslane šale. Nakon što uvrijedi cijelu ekipu iz Jerseyja sugeriravši kako je Carlo bio povezan s Vitom seksualno, Silvio ga udari u glavu usisivačem dok ga Carlo četiri puta ubode u trbuh kuhinjskim nožem. Silvio kaže Carlu da pozove ostale i kaže im da je večera otkazana. Dok čekaju da padne noć, stiže Tony i uđe unatoč Silviovu upozorenju. Nakon što ugleda što se dogodilo, Tony izađe iz mesnice, ostavivši Silvia i Carla da se pobrinu za to.
U domu Spataforeovih, Francesca i Vito, Jr. čitaju novinski članak o smrti njihova oca i shvaćaju da im je lagao za rad za CIA-u. Vitov fotograf iz Thin Cluba prepoznaje njegovu sliku u novinama.

## Glavni glumci
- James Gandolfini kao Tony Soprano
- Lorraine Bracco kao dr. Jennifer Melfi
- Edie Falco kao Carmela Soprano
- Michael Imperioli kao Christopher Moltisanti
- Dominic Chianese kao Corrado Soprano, Jr. *
- Steven Van Zandt kao Silvio Dante
- Tony Sirico kao Paulie Gualtieri
- Robert Iler kao A.J. Soprano
- Jamie-Lynn Sigler kao Meadow Soprano
- Aida Turturro kao Janice Soprano
- Steve Schirripa kao Bobby Baccalieri
- John Ventimiglia kao Artie Bucco
- Kathrine Narducci kao Charmaine Bucco
- Vincent Curatola kao Johnny Sack
- Frank Vincent kao Phil Leotardo
- Joseph R. Gannascoli kao Vito Spatafore
- Sharon Angela kao Rosalie Aprile
- Dan Grimaldi kao Patsy Parisi
- Toni Kalem kao Angie Bonpensiero

* samo potpis

### Gostujući glumci
| - Ray Abruzzo kao Little Carmine - Anne Assante kao Caterina Cella - Clyde Baldo kao fotograf - John Bianco kao Gerry Torciano - Frank Borrelli kao Vito Spatafore, Jr. - Elizabeth Bracco kao Marie Spatafore - Federico Casteluccio kao Furio Giunta - Ron Castellano kao Terry Doria - Rick Collum kao blagajnik u Satrialie'su - John Costelloe kao Jim "Johnny Cakes" Witowski - Tony Cucci kao Dominic "Fat Dom" Gamiello - Drea de Matteo kao Adriana La Cerva - Chaouki El Ofir kao arapski taksist - Paulina Gerzon kao Francesca Spatafore - Louis Gross kao Perry Annunziata - Gérard Hubert kao svećenik - Christian Julien kao Senegalac #2 | - Geraldine LiBrandi kao Patty Leotardo - Jeffrey M. Marchetti kao Peter LaRosa - Arthur J. Nascarella kao Carlo Gervasi - Vinnie Orofino kao Bryan Spatafore - Marni Penning kao kupac - Vincent Piazza kao Hernan O'Brien - Doug Rand kao žandar - Luke Rosen kao Jeff - Mamadou Sall kao Senegalac #3 - Melissa Schneider kao fotografova asistentica - Luc Sonzogni kao konobar - Stéphane Soo Mongo kao Senegalac #1 - Alexandre Varga kao Michel - Lenny Venito kao James "Murmur" Zancone - Nathalie Walker kao Lori - Emily Wickersham kao Rhiannon - Michel Winogradoff kao šef sale |

## Umrli
- Vito Spatafore: pretučen do smrti od strane Dominica "Fat Doma" Gamiella i Gerryja Torciana.
- Dominic "Fat Dom" Gamiello: izboden od strane Carla Gervasija i Silvia Dantea u stražnjoj sobi Satriale'sa.

## Naslovna referenca
- Carmela promatra hladne kamene pariške spomenike koji ostavljaju emotivni utisak na nju.
- U prenesenom značenju naslov se može odnositi na "hladna kamena srca", odnosno zahlađene odnose: Tony otkriva dr. Melfi kako mu se gadi njegov sin; Carmela ne uspijeva ili odbija priznati mužu da ga voli; Rosalie je potpuno indiferentna, hladna prema Parizu za razliku od Carmele; Sopranovi se čude Meadowinoj odluci da se preseli s Finnom u Kaliforniju jer su mislili da je njihov odnos zahladio; Vitov ljubavnik prekida svaki odnos s njim; Phil i njegova supruga hladnokrvno odlučuju o Vitovoj sudbini.

## Reference na druge medije i događaje
- U Star-Ledgeru koji Tony čita u trgovačkom centru stoji naslov "The Corzine Era Begins", što znači da se događaji iz ove epizode odvijaju sredinom siječnja 2006. Ranije reference u ovoj sezoni implicirale su da bi se serije u ovom trenutku trebala odvijati kasnije u 2006., jer Christopher u  "Live Free or Die" spominje Muhamedove karikature, kojima su američki mediji posvetili značajniji prostor tek u siječnju 2006. Osim toga, u kasnijim se epizodama prikazuju fešta sv. Elezara (26. rujna) i zahuktala sezona NFL-a.
- Na sastanku s Tonyjem Vito nosi kapu Sveučilišta Notre Dame. Kasnije je Katedrala Notre Dame prikazana u pozadini dok Carmela posjećuje Pariz.
- Silvio na vijesti o Vitovoj smrti reagira rekavši kako je Carlo Gervasi "isti Jimmy Olsen", referenca na Supermanova prijatelja fotografa u fiktivnom Daily Planetu.
- Silvio odbacuje ideju o riješavanju tijela Fat Doma korištenjem pile za meso u Satriale'su, zabrinut zbog DNK. Christopher i Furio na takav su se način riješili tijela Richieja Aprilea. U prijašnjim epizodama česte su reference na procedure iz serija CSI.
- Ubojstvo Fat Doma uzrokovano provokacijama podsjeća na smrt lika Franka Vincenta Billyja Battsa iz Dobrih momaka. Obojica su pretjerala u zbijanju šala i izbodena velikim mesarskim nožem.
- Dok Silvio i Carlo čekaju da padne noć nakon što su ubili Fat Doma, na radiju se čuje popularni njujorški sportski talk-show u WFAN-u.
- Tješeći Carmelu u Parizu, Rosalie Aprile pjevucka "La Vie En Rose", najpoznatiju pjesmu francuske pjevačice Édith Piaf

## Reference na prijašnje epizode
- Kružno svjetlo na Eiffelovu tornju na kraju epizode koje gleda Carmela vjerojatno ima istu svrhu kao i svjetlo na horizontu koje Tony gleda iz svoje hotelske sobe dok se nalazi u komi.

## Glazba
- "Home" Persephone's Beesa svira na početku odjavne špice.
- "As Time Goes By" iz Casablance svira u drugom dijelu odjavne špice. Grad Pariz igra važnu ulogu i u Casablanci i u ovoj epizodi.
- "Back In Black" AC/DC-a svira na radiju dok Tonyja tijekom vožnje oralno zadovoljava striptizeta. Nakon nje svira "Simple Man" Lynyrd Skynyrda, dok Tony razgovara s Vitom preko mobitela.

## Vanjske poveznice
- Cold Stones u internetskoj bazi filmova IMDb-a